# Metaeuchromius changensis
Metaeuchromius changensis là một loài bướm đêm trong họ Crambidae.